# Adenia natalensis
Adenia natalensis är en passionsblomsväxtart som beskrevs av De Wilde. Adenia natalensis ingår i släktet Adenia och familjen passionsblomsväxter. Inga underarter finns listade i Catalogue of Life.